# Juan Andrés Larre
Juan Andrés Larre (* 5. August 1967 in Montevideo oder San José) ist ein ehemaliger uruguayischer Fußballspieler.

## Karriere

### Verein
Der je nach Quellenlage 1,78 Meter oder 1,79 Meter große Mittelfeldakteur Larre stand von 1985 bis 1987 im Kader Bella Vistas in der Primera División. Dort wurde er unter anderem in der Copa Libertadores 1985 von Trainer Angel Traverso in beiden Aufeinandertreffen mit Peñarol eingesetzt. Gegen Ende seiner Zeit bei den Montevideanern vermeldete im April 1987 die spanische Zeitung Mundo Deportivo, das ein spanischer, für den FC Valencia auftretender Unternehmer Bella Vista eine Ablösesumme von 120.000 Dollar für einen Transfer Larres zu den Spaniern angeboten habe. Das Geschäft kam aber letztlich nicht zustande, denn schließlich wechselte er nach Frankreich zu Chamois Niort. Sein Debüt bei den Franzosen feierte er am 18. Juli 1987 gegen Lens. Er bestritt 1987/88 in der ersten und bislang einzigen Erstligasaison des Klubs 17 Spiele in der Ligue 1. Dabei erzielte er einen Treffer. Dieser war zugleich das erste Tor des Klubs in der höchsten französischen Spielklasse. Auch die beiden Folgespielzeiten verbrachte er in Reihen dieses Vereins, lief in 32 Zweitligapartien auf und traf achtmal ins gegnerische Tor. Weiterhin stehen für ihn 23 absolvierte Begegnungen und acht Tore in der Zweitvertretung des Klubs während der gesamten Phase seines Engagements zu Buche. 1990 setzte er seine Karriere beim Gazélec FC Ajaccio fort. Bis einschließlich der Saison 1992/93 lief er bei den Korsen in 77 Ligaspielen der Division 2 auf und konnte 14 persönliche Torerfolge vorweisen. Sodann kehrte er vorübergehend nach Uruguay zurück. 1993 und 1994 gehörte er dem Erstligakader Nacional Montevideos an. Nach dieser Karriereetappe führte sein Weg abermals nach Frankreich. In der Spielzeit 1995/96 wurde er ab Oktober 1995 beim SCO Angers neunmal (ein Tor) in der Ligue 2 eingesetzt. In seiner zweiten Saison bestritt er 1996/97 noch 34 weitere Ligabegegnungen (vier Tore) für den Verein aus dem Département Maine-et-Loire. Andere Quellen nennen lediglich 23 Spiele mit seiner Beteiligung. Beim SCO hatte er zudem die Rolle des Mannschaftskapitäns inne. In der Saison 1997/98 ist sodann als letzte Karrierestation die Entente Sportive Rochelaise verzeichnet. Nach dem Ende seiner Profikarriere lebt er (Stand: 2006) nahe Niort.

### Nationalmannschaft
Larre nahm mit der uruguayischen U-20-Auswahl an der U-20-Südamerikameisterschaft 1985 in Paraguay teil. Das uruguayische Team belegte dort den vierten Rang. Im Verlaufe des Turniers wurde er von Trainer Aníbal Gutiérrez Ponce siebenmal (ein Tor) eingesetzt.
Er war auch Mitglied der A-Nationalmannschaft Uruguays, für die er am 24. April 1987 im 1:1-Unentschieden endenden Länderspiel gegen Brasilien auflief, das als Olympiaqualifikationsspiel geführt wird. Ein Länderspieltor erzielte er nicht. Nach anderen Angaben soll er gar sechs A-Länderspiele (kein Tor) absolviert haben.